# Берлінське географічне товариство
Берлінське географічне товариство (нім. Gesellschaft für Erdkunde zu Berlin) — німецька науково-просвітницька організація. 

## Історія

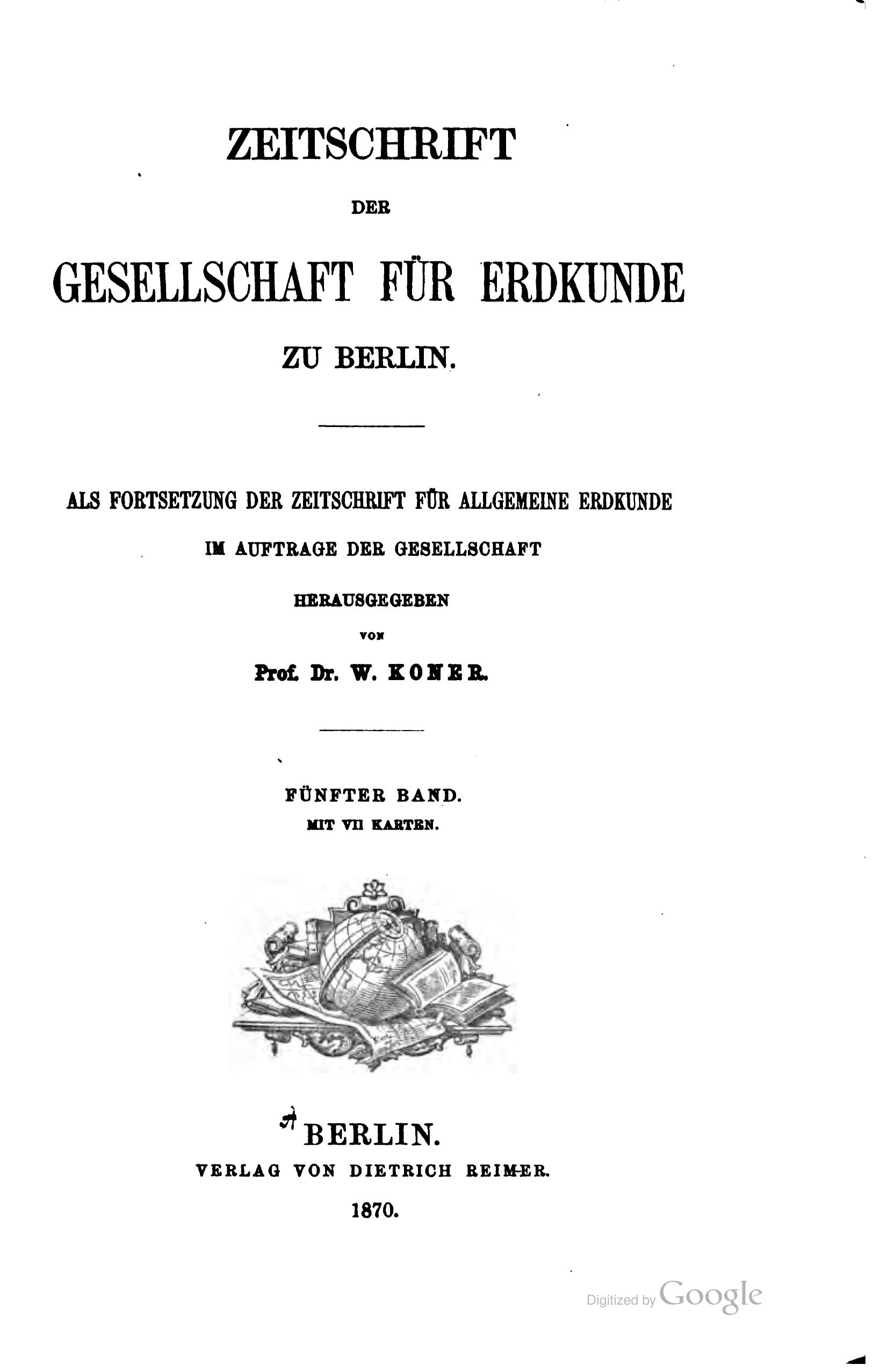

Товариство було засноване у 1828 році Карлом Ріттером, Олександром фон Гумбольдтом та іншими. Воно є другим найстарішим у світі.
Товариство видає науковий журнал «Die Erde» (Земля), який виходить з 1853 року. 
Товариство також спонсорує молодих вчених.